# Bruno Donnet
Pour les articles homonymes, voir Donnet.
Bruno Donnet né le 17 mars 1970 à Paris, est un journaliste et chroniqueur français.

## Biographie
Bruno Donnet, né en 1970, obtient en 1993 une maîtrise en « Information et Communication » à l'Université Paris III, et commence sa carrière de journaliste sur Paris Première en 1995, chaîne pour laquelle il est reporter. 
Il poursuit sur sa lancée en 1997 sur TF1 toujours comme reporter pour Le Monde de Léa, puis sur France 2 à partir de 1998 dans D'un Monde à l'Autre. C'est en 2005 qu'il est recruté par Canal+ comme chroniqueur pour Le Grand Journal, dans lequel il anime une chronique de décryptage médiatico-politique, qui changera plusieurs fois de nom (La petite semaine, le petit papier, le point com, et en 2012 le petit mot) mais peu de format : une séquence courte, illustrant une stratégie politique ou médiatique impliquant l'invité du plateau. Ce faisant, il est parfois considéré comme un pendant « sérieux » de Yann Barthès et son Petit Journal, pour sa part plus axé sur la dérision des modes de communication. 
Depuis 2012, il anime également quotidiennement l'émission Un an après sur Europe 1, dans laquelle il revient sur les événements de l'année précédente à la lumière de leur évolution (catastrophes, enquêtes, procès, , etc.), prenant le contre-pied du principe du « buzz » médiatique éphémère.
À la rentrée 2015, il rejoint France Inter en qualité de chroniqueur une fois par semaine dans l'émission L'instant M de Sonia Devillers. Il intervient également, depuis 2014, dans Médias, le magazine sur France 5, avec deux séquences (Le petit train de la vie de l'invité de la semaine et La semaine médiatique). Entre 2016 et 2017, il intervient dans l'émission de France 2 Actuality, présentée par Thomas Thouroude. À la rentrée 2017, il présente la revue de presse du week-end dans la matinale d'Europe 1.
Il est actuellement chroniqueur quotidien auprès de l'émission Culture Médias à l'antenne d'Europe 1. 
Pour Acrimed, association de critique des médias, Bruno Donnet pourfend le  « mélange des genres » chez les journalistes (dictature du buzz, peopolisation de la politique) tout en le pratiquant.